# Chapelle Sainte-Croix d'Arlon
La chapelle Sainte-Croix est un petit édifice religieux catholique sis à Arlon, en Belgique. Datant de la seconde moitié du XVIe siècle, la chapelle se trouve au croisement de la rue des Deux Luxembourg et de la rue de Bastogne. Les services religieux y sont assurés par la paroisse Saint-Martin.

## Histoire
La construction de la chapelle date de la seconde moitié du XVIe siècle. Une inscription qui le rappelait s’effaça au cours des temps. Construite à l’initiative de la ‘Confrérie de la Croix’ elle était lieu de réunion de la ‘Corporation des métiers du bâtiment’. L’édifice est confisqué comme ‘bien national’ lors de la Révolution Française, mais elle retrouve la faveur du peuple au XIXe siècle et redevient lieu de culte. 
Un programme de rénovation complète fut entrepris de 2013 à 2015 avec un grand concours d’hommes de métiers locaux et artistes de la région avec l’aide des autorités patrimoniales de la Région wallonne. 
La messe y est dite fréquemment, et particulièrement durant le carême. Le Vendredi Saint représente le jour de plus grande affluence, et toute la journée est consacrée à la prière en commun. 

## Description
Construite en calcaire lorrain la chapelle Sainte-Croix fait partie depuis la fin du XVIIe siècle du paysage arlonais. Jusqu'en 1910, elle reste isolée au milieu des champs, aux côtés d’un lavoir public fort fréquenté. Son clocheton – au dessus du chœur – est surmonté d’une croix trilobée. Outre un portail sculpté de style Renaissance elle présente de nombreuses qualités patrimoniales (dernière chapelle de corporation à Arlon) qui font qu’elle fut proposée pour classement au patrimoine monumental de la Belgique.  
La chapelle, aujourd’hui en milieu urbain, se trouve cependant dans un enclos de tilleuls qui la protègent et ajoutent à son attrait. 

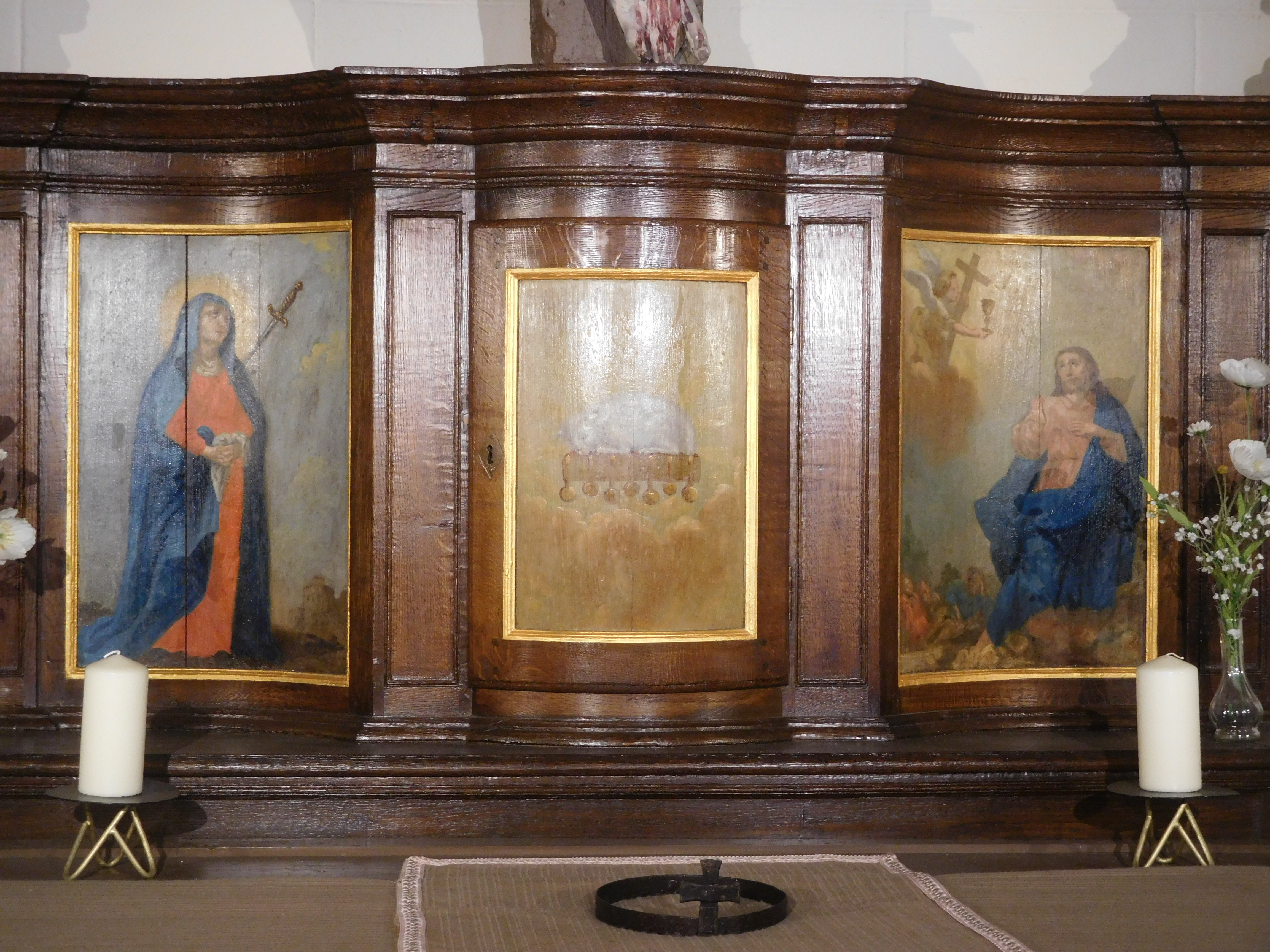
Le retable sur l'autel de la chapelle

## Patrimoine
Le mobilier intérieur date vraisemblablement des XVIIe et XVIIIe siècles. 
- Un calvaire (sculptures monumentales du Christ en croix avec la Vierge, sa mère, et l’apôtre saint Jean, à ses côtés) surplombe l’autel. Contemporaines de la construction de la chapelle et probablement polychromes à l’origine ces sculptures ont été restaurées et libérées des couches de peintures accumulées au cours des siècles.
- L’autel tripartite date probablement du XVIIIe siècle. Un petit retable sur bois illustre en trois tableaux : l’Agneau pascal (au centre), la Vierge Marie dont le cœur est transpercé d’un glaive et Jésus en agonie auquel un ange présente un calice. Les panneaux peints et les boiseries ont également été restaurés.